# Stefan Vajs
Stefan Vajs (* 13. Juli 1988 in Bonn) ist ein ehemaliger deutscher Eishockeytorwart, der zuletzt von 2010 bis 2022 beim ESV Kaufbeuren in der 2. Eishockey-Bundesliga unter Vertrag stand.

## Karriere
Stefan Vajs begann seine Karriere als Eishockeyspieler im Nachwuchsbereich des Kölner EC, für den er bis 2006 unter anderem in der Deutschen Nachwuchsliga aktiv war. Anschließend spielte der Torwart ein Jahr lang für den ESV Bergisch Gladbach in der Regionalliga sowie zwei Spielzeiten lang für den EC Peiting in der Oberliga. In der Saison 2008/09 überzeugte der gebürtige Bonner und wurde von der Eishockeyfachzeitschrift Eishockey News zum Besten Torwart und wertvollsten Spieler der gesamten Oberliga gewählt. Zudem wies er mit 2,59 den ligaweit besten Gegentorschnitt auf. Anschließend erhielt Vajs die Möglichkeit zu den Kölner Haien zurückzukehren, für die er am 20. September 2009 bei der 2:4-Niederlage bei den Augsburger Panthern sein Debüt in der Deutschen Eishockey Liga gab. 
2010 ist Stefan Vajs zum ESV Kaufbeuren in die 2. Eishockey-Bundesliga gewechselt. Dort unterschrieb er 2013 einen Siebenjahresvertrag. Nach dem Ende der Hauptrunde 2016/17 wurde er als „Spieler des Jahres“ und „Torhüter des Jahres“ in der DEL2 ausgezeichnet. In der Saison 2017/18 wies er den niedrigsten Gegentorschnitt und die beste Fangquote in der DEL2 auf und wurde erneut als „Torhüter der Jahres“ ausgezeichnet. 2022 gab er bekannt, dass er seine aktive Profi-Karriere beendet.

## Erfolge und Auszeichnungen
- 2009 Bester Torwart der Oberliga
- 2009 Bester Spieler der Oberliga
- 2009 Bester Gegentorschnitt der Oberliga
- 2017 Spieler des Jahres in der DEL2
- 2017 Torhüter des Jahres in der DEL2
- 2018 Torhüter des Jahres in der DEL2